# Deutsche Cadre-45/2-Meisterschaft 1928

Veranstaltungsort: Düsseldorf

Die Deutsche Cadre-45/2-Meisterschaft 1928 war eine Billard-Turnierserie und fand vom 8. bis zum 11. März 1928 in Düsseldorf zum zehnten Mal statt.

## Geschichte
Krankheitsbedingt konnte der neunfache Sieger Albert Poensgen bei dieser Deutschen Meisterschaft in seiner Heimatstadt Düsseldorf seinen Titel nicht verteidigen. Somit nutzte der Aachener Carl Foerster seine Chance und wurde erstmals Deutscher Meister. Platz drei sicherte sich der Magdeburger Hans Rinnebach.
Da es immer noch keinen eigenen österreichischen Billardverband gab, spielten wieder zwei Wiener bei der DM mit.

## Turniermodus
Das ganze Turnier wurde im Round-Robin-System bis 400 Punkte ohne Nachstoß gespielt. Bei MP-Gleichstand wurde in folgender Reihenfolge gewertet:
1. MP = Matchpunkte
2. GD = Generaldurchschnitt
3. HS = Höchstserie

## Abschlusstabelle
| MP    | Match Points (Sieger = 2; Unentschieden = 1; Verlierer = 0) |
| Pkte. | Erzielte Karambolagen                                       |
| Aufn. | Benötigte Versuche                                          |
| GD    | Generaldurchschnitt                                         |
| BED   | Bester Einzeldurchschnitt eines Spielers                    |
| HS    | Höchstserie                                                 |
|       | Bester GD des Turniers                                      |
|       | Bester ED des Turniers                                      |
|       | Beste HS des Turniers                                       |
|       | 1. Platz (Gold)                                             |
|       | 2. Platz (Silber)                                           |
|       | 3. Platz (Bronze)                                           |

| Klassement                | Klassement                    | Klassement | Klassement | Klassement | Klassement | Klassement | Klassement |
| Platz                     | Name                          | MP         | Pkte.      | Aufn.      | GD         | BED        | HS         |
| ------------------------- | ----------------------------- | ---------- | ---------- | ---------- | ---------- | ---------- | ---------- |
| 1                         | Carl Foerster (Aachen)        | 14:0       | 2800       | 218        | 12,84      | 16,66      | 87         |
| 2                         | Albert Herbing (Hannover)     | 12:2       | 2742       | 227        | 12,07      | 20,00      | 105        |
| 3                         | Hans Rinnebach (Magdeburg)    | 10:4       | 2626       | 251        | 10,46      | 13,33      | 70         |
| 4                         | Otto Unshelm (Remscheid)      | 6:8        | 2484       | 233        | 10,66      | 13,33      | 96         |
| 5                         | Andreas Oidtmann (Düsseldorf) | 6:8        | 2122       | 257        | 8,25       | 11,76      | 84         |
| 6                         | Karl Kredel (Köln)            | 4:10       | 1870       | 271        | 6,90       | 8,00       | 52         |
| 7                         | Engelbert Kocian (Wien)       | 2:12       | 2122       | 298        | 7,12       | 8,88       | 74         |
| 8                         | Georg Scharitzer (Wien)       | 2:12       | 1813       | 277        | 6,54       | 10,81      | 69         |
| Turnierdurchschnitt: 9,14 |                               |            |            |            |            |            |            |